# Ерік Берґваль
Ерік Берґваль (швед. Erik Bergvall, 7 квітня 1880 — 4 лютого 1950) — шведський ватерполіст і плавець.
Бронзовий призер Олімпійських Ігор 1908 року.